# نيك فيراري
نيك فيراري (بالإنجليزية: Nick Ferrari)‏ هو مقدم برامج إذاعية بريطاني، ولد في 31 يناير 1959 في Sidcup ‏ في المملكة المتحدة.